# Повстання аргентинського військово-морського флоту (1963)
Повста́ння аргенти́нського військо́во-морсько́го фло́ту — заколот частини офіцерів збройних сил Аргентини, що відбувся у квітні 1963 року. Бунтівники вимагали, щоб уряд зайняв безкомпромісну позицію щодо участі в політичному житті пероністських політиків. «Моряки» не отримали підтримки в армійських частинах і ВПС, які в результаті й придушили повстання після нетривалих боїв. Загальна кількість загиблих склала 24 людини. Національні вибори 1963 року пройшли, як і було заплановано, в липні, а аргентинські військово-морські сили втратили частину свого політичного впливу.

## Передісторія
Правління Перона та його антиклерикалізм в останні роки й нестабільність економіки викликали невдоволення як лівих, так і правих кіл суспільства країни. Смерть дружини — Еви Перон, а також репресії не сприяли розв'язанню проблем. У 1955 році консервативно налаштовані військові зробили дві спроби перевороту. Якщо перша (Бомбардування Травневої площі) закінчилася невдачею, то в другій (Визвольна революція) противники Перона здобули перемогу. Боротьба з перонізмом продовжилася. У 1956 році був розстріляний глава пероністської змови Хуан Хосе Вальє.
Боротьба за владу спричинила конфлікт у війську. Частина, так звані «асулес» (ісп. azules — блакитні), під керівництвом Хуана Онганіа, дотримувалися ліберально-демократичних поглядів. Інші — «колорадос» (ісп. colorados — червоні), об'єднували консервативно налаштованих військових. Останніми керував генерал Паскуаль Пістаріні. Якщо ВПС й велика частина армії були прихильниками «асулес», то флот і менша частина армії підтримували «колорадос». Незабаром почалися військові сутички.

## Історія

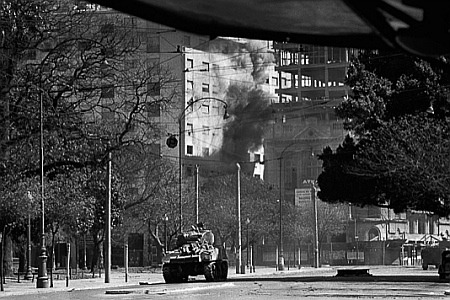
Танки «асулес».

29 березня 1962-го президент Аргентини Артуро Фрондісі був скинтий у результаті чергового державного перевороту (1962 року). Головою «асулес», Хуаном Онганіа, після перевороту був узятий курс на послаблення позицій «колорадос». У вересні того ж року в столиці пройшли тижневі бої між прихильниками «блакитних» і «червоних», в ході яких застосовувалася реактивна авіація.

### Змова
На початку 1963 року вищі офіцери всіх трьох типів військ Аргентини домовилися вчинити військовий переворот з метою запобігання проведенню виборів 7 липня того ж року. Перед цим армія взяла на себе роль гаранта стабільності. У число змовників входили Ісаак Рохас (колишній віцепрезидент), генерали Бенхамін Менендес, Федеріко Монтеро, адмірали Артуро Ріаль, Карлос Санчес Саньюдо й комодор Військово-повітряних сил Освальдо Лентіно. Дата перевороту була призначена на 2 квітня 1963-го.
Агенти військової розвідки Аргентини знайшли змовників, проте не припускали, що вони зможуть досягти успіху в цій справі.

### Путч
Рано вранці 2 квітня 1963 року в декількох районах країни одночасно повстали морська піхота та деякі армійські частини. Путч підтримали командувачі ключових баз ВМС Аргентини (включаючи 68 офіцерів дійсної військової служби) — Пуерто-Бельграно, Мар-дель-Плата, Ріо-Сантьяго й Пунта-Індіо. Пізніше відбулося швидке захоплення штабу флоту й військово-морської школи механіків. В ефірі захопленого путчистами «Радіо Аргентини» прозвучало звернення до народу Бенхаміна Менендеса, одного з керівників заколоту. Зібравши частини морської піхоти в районі Пуерто-Бельграно, адмірал Хорхе Пальма блокував 5-й урядовий піхотний полк армії.
Підтримка у ВПС була обмежена частинами, що знаходилися в столичному аеропарку «Хорхе Ньюбері», базі «Реконкіста» й в Мар-дель-Плата, які, однак, швидко перейшли на бік «асулес». Два MS.760 Paris оперативно знищили радіостанцію заколотників у Буенос-Айресі. На патрулювання неба над столицею вилетіли «Метеори» для запобігання сценарію 1955 року.

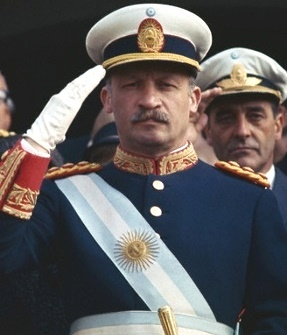
Хуан Карлос Онганіа

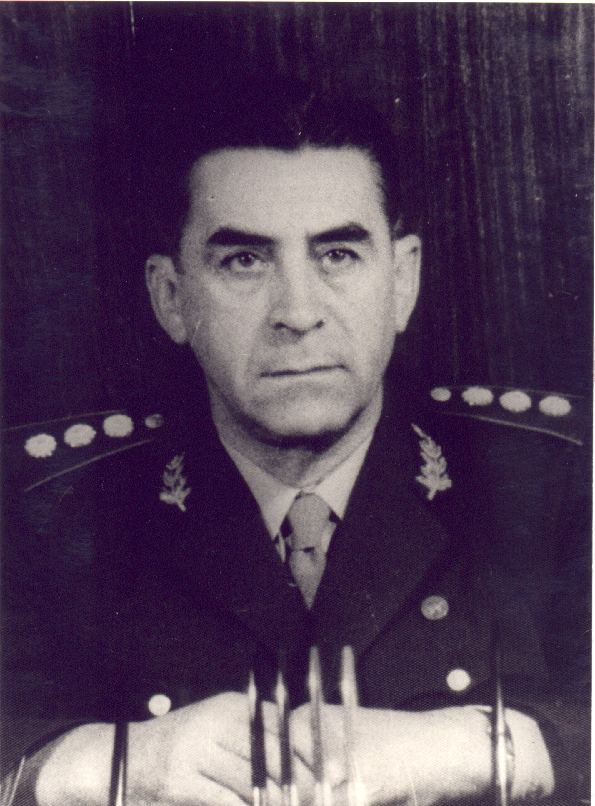
Паскуаль Пістаріні

Деяка частина офіцерів сухопутних військ також висловили підтримку «колорадос», але більшість з них перебували далеко від столиці й основних сил повстанців. Лояльні уряду армійські війська, розміщені в Кампо-де-Майо, були швидко мобілізовані та відновили контроль над штабом ВМС, аеропарком «Хорхе Ньюбері» та радіостанцією. Лідери заколотників, супроводжувані морською піхотою, відступили до Пуерто-Бельграно. 3 квітня армійські підрозділи взяли військово-морські бази в Ла-Плату й Ріо-Сантьяго, персонал яких також втік до Пуерто-Бельграно.
Найбільші бої почалися під час спроби захоплення бази морської авіації Пунта-Індіо 8-м бронетанковим полком, яким командував полковник Альсідес Лопес Ауфранк. Літаки F9F Panther, AT-6 Texan і F4U Corsair за наказом командира бази, капітана Сантьяго Сабаротса, завдали удару полку Магдалене й колоні бронетехніки. Було знищено один артилерійський тягач REO M35 і один танк, крім того, загинуло 9 солдатів і 22 отримали поранення. Втрати заколотників склали два літаки. На допомогу «асулес» в Магдалену з Кампо-де-Майо вирушив 10-й полк, який також опинився під вогнем літаків противника. У відповідь о 8:00 годині 3 квітня аргентинські ВПС в складі літаків F-86 Sabre, Meteor і MS.760 зробили авіаналіт на Пунта-Індіо, знищивши п'ять літаків повстанців на землі. Крім того, урядові війська застосовували важкі бомбардувальники «Лінкольн». 8-й танковий полк згодом зайняв базу, яка капітулювала.
Занепалі духом заколотники почали переговори з Онганіа. 5 квітня були досягнуті остаточні умови угоди. Військово-морські сили обмежували розмір морських піхотинців у 2500 осіб, розсіяними серед різних баз. Усі офіцери, що брали участь у заколоті, були зобов'язані з'явитися перед судом. Пізніше, 12 вересня 1963 року, президент Гідо амністував усіх учасників заколоту. Загалом загинуло 19 армійських солдатів і 5 морських піхотинців, а число поранених склало 87 осіб.
Як командувач сухопутними військами Онганіа взяв активну участь у придушенні заколоту моряків. Однак він продемонстрував ігнорування громадянської влади, коли відмовився відводити війська після того, як запропоновані путчистами умови перемир'я були схвалені президентом Хосе Марія Гідо.

## Підсумок
Після придушення заколоту 7 липня відбулися національні загальні вибори. Пероністи й комуністи в них не брали участь, тому що їхні партії були заборонені. Перемогу на президентських виборах здобув «компромісний», мало кому відомий центрист Артуро Умберто Ільїя, лікар за освітою й член Громадського радикального союзу. Різнорідний за складом уряд Артуро Умберто Ільїя, боротьба з військовими й пероністи, що вимагали повернення Перона, а також страйки робітників призвели в 1966 році до нового державного перевороту, за результатами якого керівником держави фактично став Хуан Карлос Онганіа.